# Храм Джаганнатхи в Дели

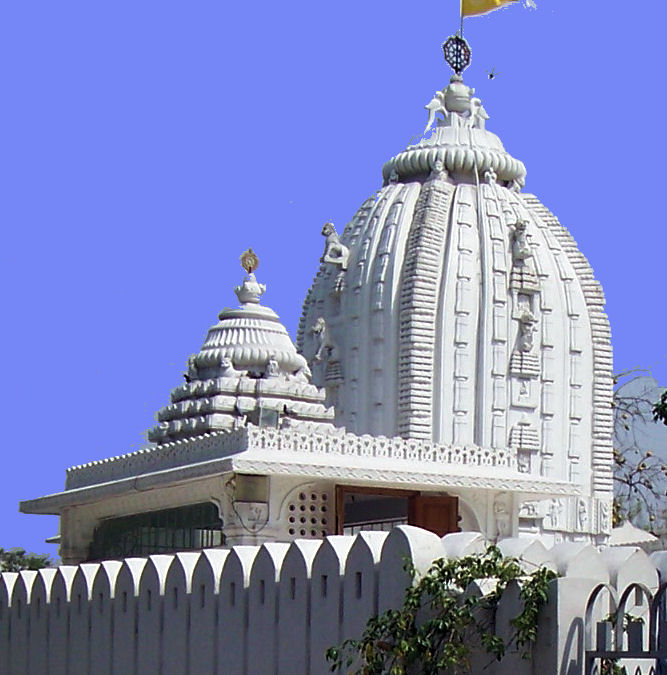
Храм Джаганнатхи в Дели

Храм Джаганнатхи — индуистский вайшнавский храм в Дели, посвящённый божеству Джаганнатхи. 
Храм расположен в Грин-парке и знаменит ежегодно проводимым здесь праздником Ратха-ятры. Первоначальный небольшой храм был построен в 1969 году общиной выходцев из Ориссы и был посвящен Джаганнатхи, Балабхадре и Субхадре. В 1991 году началась перестройка храма, продолжавшаяся до 1999 года. Храм является важным культурным и религиозным центром для делийской общины ория. Внутри храмового комплекса располагается библиотека, в которой хранится редкая коллекция религиозных книг. Храм также предоставляет жилье членам общины, приезжающим в паломничество.